# Jagoče (Słowenia)
Jagoče – wieś w Słowenii, w gminie Laško. W 2018 roku liczyła 155 mieszkańców.